# Göhren (Turingia)
Göhren è un comune di 414 abitanti della Turingia, in Germania.

Appartiene al circondario dell'Altenburger Land ed è parte della Verwaltungsgemeinschaft Rositz.

## Geografia antropica

### Suddivisioni amministrative
Il territorio comunale è diviso in 5 zone (Ortsteil), corrispondenti al centro abitato di Göhren e a 8 frazioni:
- Göhren (centro abitato)
- Gödern
- Lossen
- Lutschütz
- Romschütz